# 38. pehotna divizija (ZDA)
Za druge 38. divizije glejte 38. divizija.
38. pehotna divizija (izvirno angleško 38th Infantry Division) je pehotna divizija Kopenske vojske ZDA.

## Zgodovina
Divizija je bila prvotno ustanovljena iz prebivalcev Indiane, Kentucky in Zahodne Virginije.